# Furåstjärnen
Furåstjärnen är en sjö i Partille kommun i Västergötland och ingår i Göta älvs huvudavrinningsområde.

## Bilder

Furåstjärnen
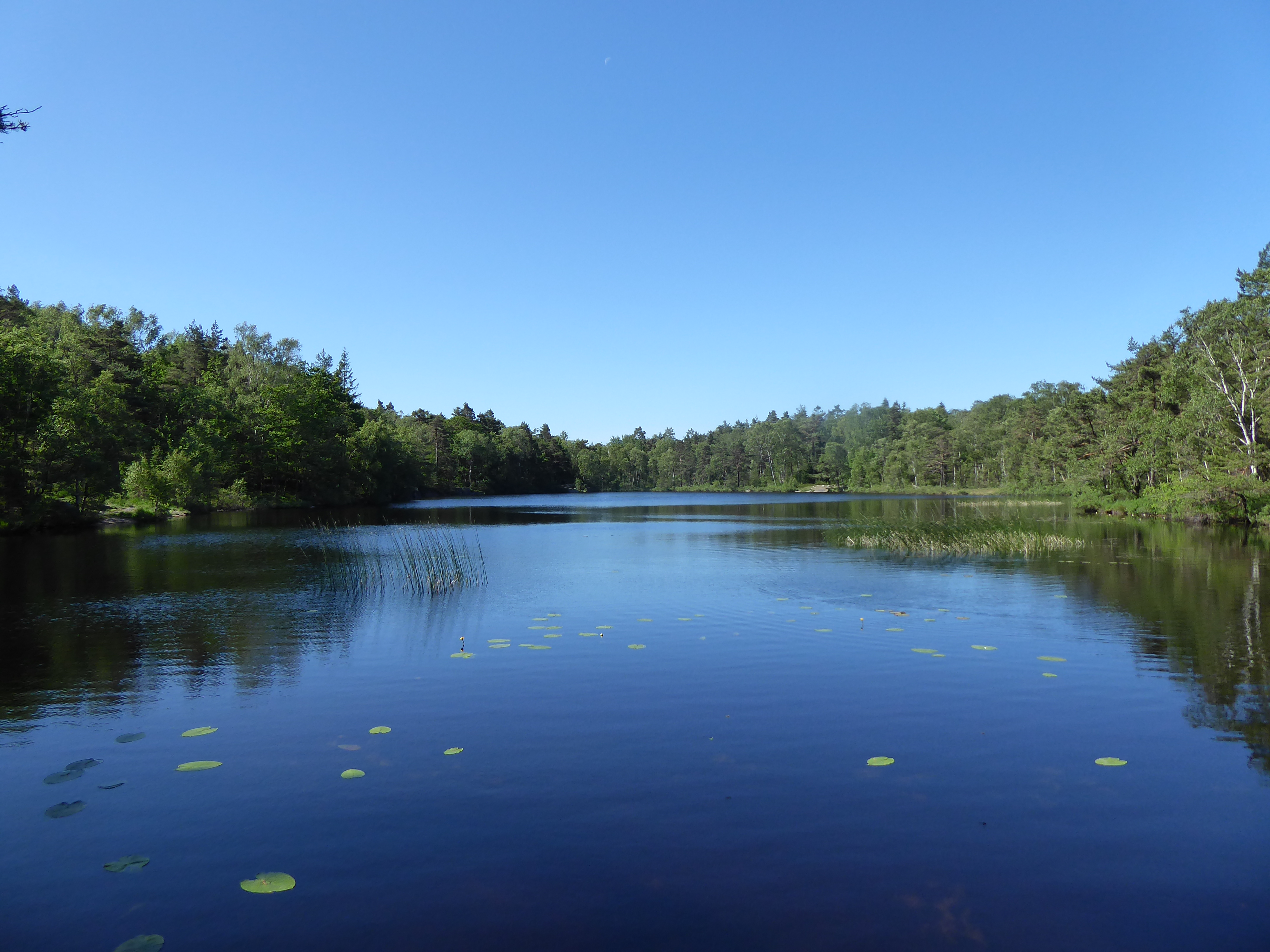
Furåstjärnen från N den 14 juni 2020.
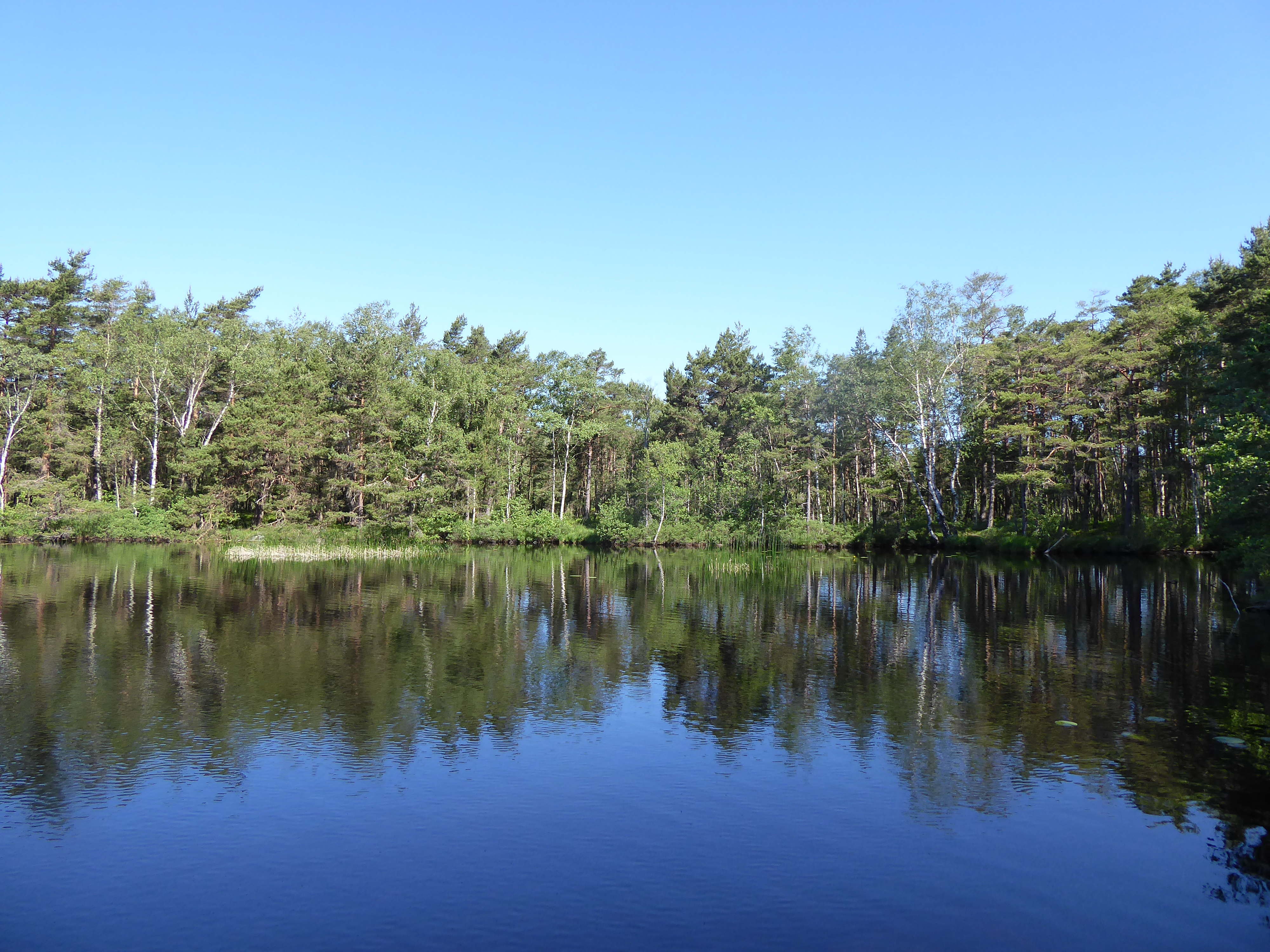
Furåstjärnens norra ände den 14 juni 2020.
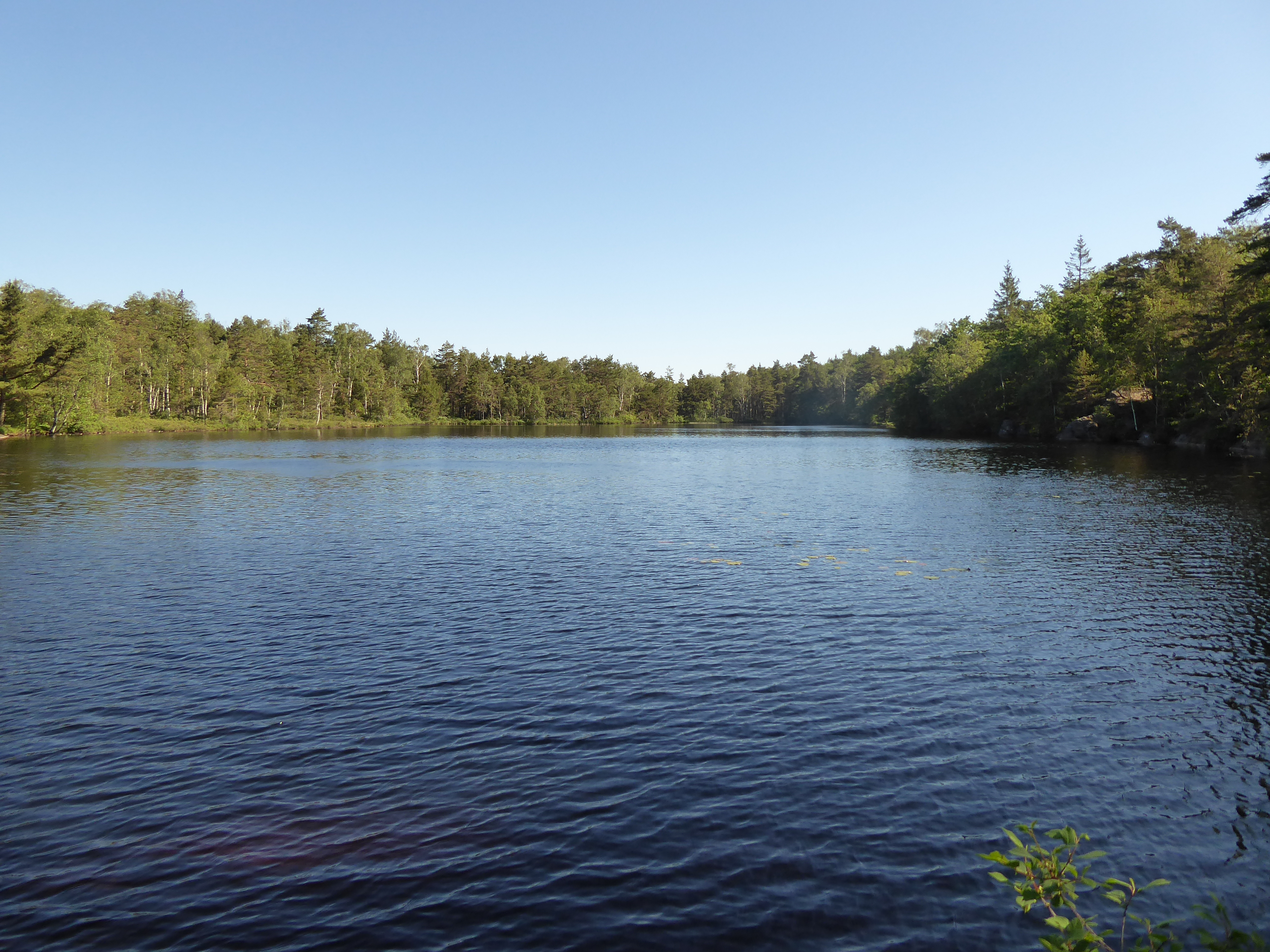
Furåstjärnen från S den 14 juni 2020.
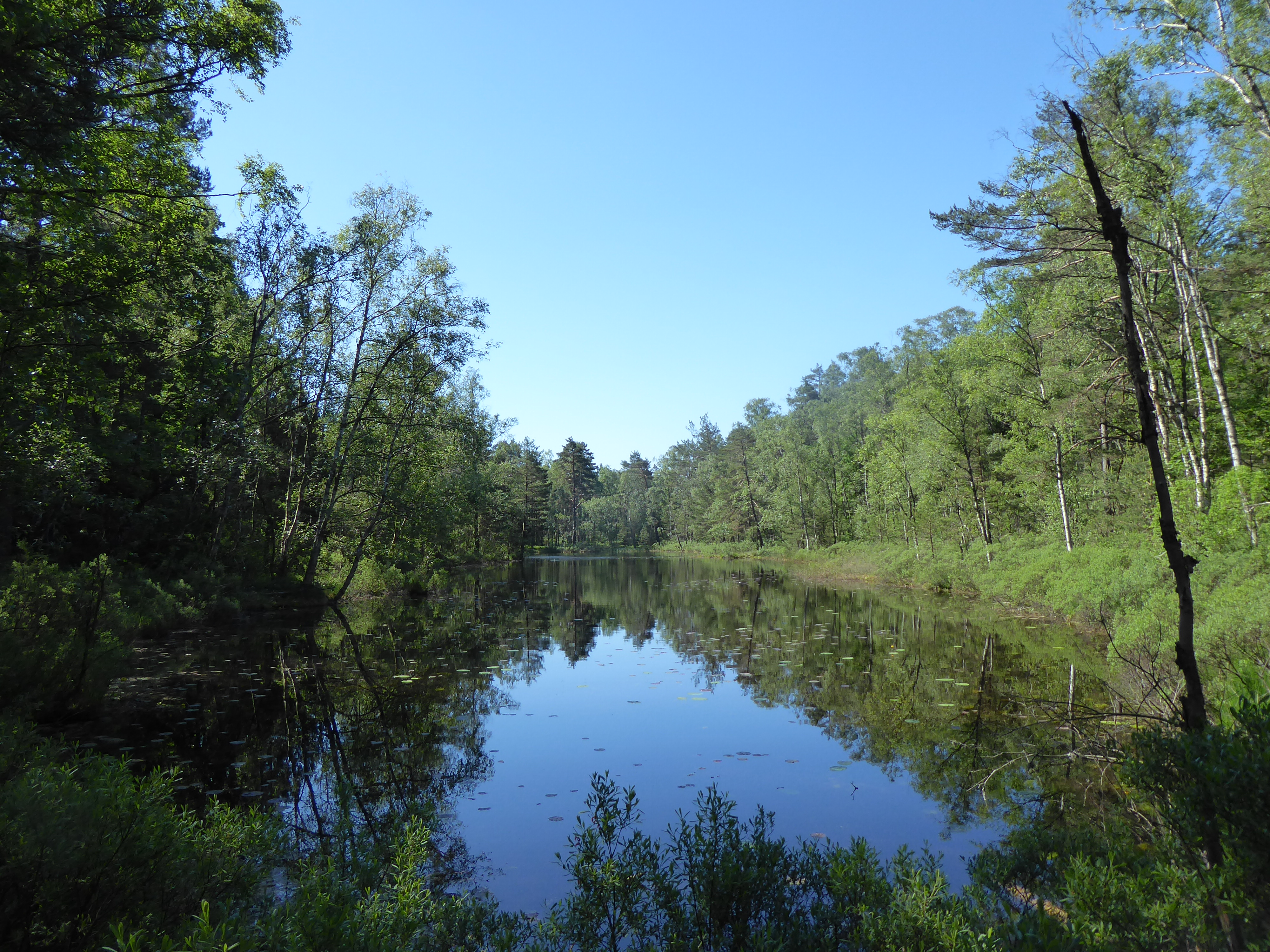
Björnåstjärnen strax W om Furåstjärnen, riktning S, den 14 juni 2020.